# 六條神社 (岐阜市)
六條神社（ろくじょうじんじゃ）は、岐阜県岐阜市にある神社。

## 概略
元は厚見郡六条村の産土神社であるが、現在は三里地区の産土神社である
元永2年（1119年）に祇園牛頭天王から分霊し、祠を祀ったのが創建である。
織田信雄が美濃国厚見郡正六位上楡賀保明神を岐阜城攻防戦による戦乱から避けるため、八雲神社、本荘神社、六條神社の3つの神社に分霊したという。
1908年（明治41年）、村内の切枕神社（水波賣神など）、貴船神社（水波能賣神）、八幡神社（応神天皇）を境内社とし、その後貴船神社と八幡神社を合祀。1919年（大正8年）には村内の津島神社（素戔鳴命）を合祀する。

## 主祭神
- 素盞嗚尊

## 配祀神
- 天照皇大神[2]
- 月読命[2]
- 豊受比咩命[2]
- 応神天皇[2]
- 水波賣神[2]
- 火迦具大神[2]

## 像など
- 海軍大将東郷平八郎像

1936年（昭和11年）に岐阜市で開催された躍進日本大博覧会に展示されていた銅像

## その他
六條神社の例大祭はお棚まつりとも称し、「お棚」と称する鱗餅（鏡餅）が供えられる。この鱗餅は、素盞嗚尊の八岐大蛇退治に因んだものであり、八雲神社は八岐大蛇の頭、本荘神社八岐大蛇の胴、六條神社は八岐大蛇の尾を模した鱗餅が奉納されている。六條神社以外は長らく途絶えていたが、2006年（平成18年）から本荘神社では六條神社を参考にして復活している。

## 所在地
- 岐阜県岐阜市六条北2丁目2-7